# Собор Святого Трофима
Собор Святого Трофима (фр. Cathédrale Saint-Trophime)— католический собор в городе Арль. Памятник архитектуры. Бывший кафедральный собор епархии Арля, ныне принадлежит архиепархии Экс-ан-Прованса. Носит почётный титул малой базилики (титул присвоен в 1882 году).

## История

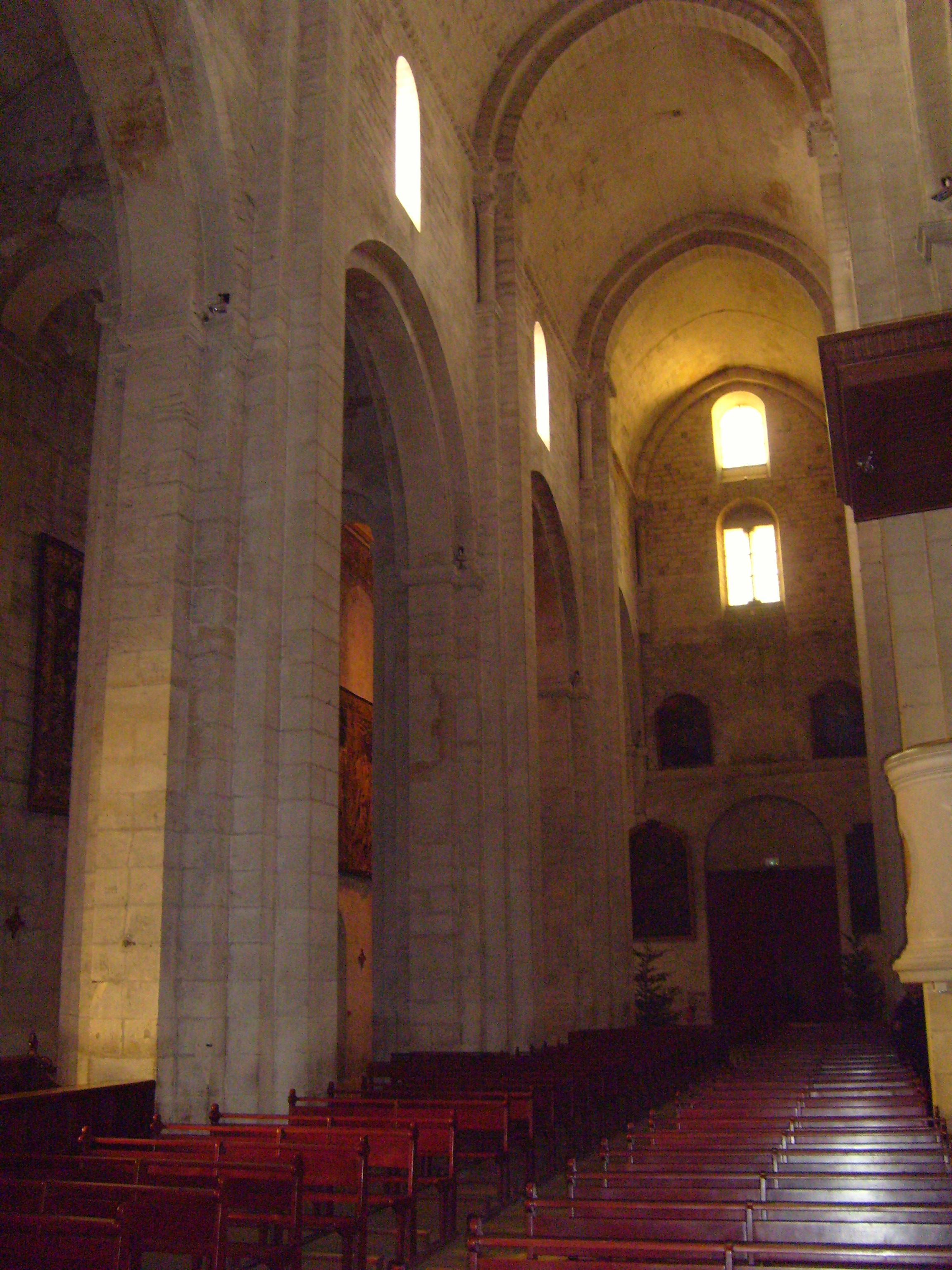
Главный неф

Современное здание собора было построено в XII веке на месте христианской базилики V века. В XV веке были перестроены в готическом стиле хоры и апсида, добавлен деамбулаторий. Собор был освящён в честь святого Трофима Арльского, бывшего по преданию первым епископом Арля. C XII по XIV век при соборе функционировал монастырь, от которого сохранились ряд строений и клуатр с северной стороны от собора.
В 1178 году в соборе короновался бургундской короной император Фридрих I Барбаросса, в 1365 году здесь был коронован, как король Бургундии император Карл IV. В 1400 году в соборе Святого Трофима состоялось торжественное венчание Людовика II Анжуйского и Иоланды Арагонской.
Во время великой французской революции некоторое время функционировал как храм Верховного существа, затем был возвращён католикам. В 1801 году стал обычной приходской церковью, поскольку епархия Арля была ликвидирована и присоединена к архиепархии Экс-ан-Прованса.
В 1840 году включён в список исторических монументов, в 1981 году включён в Список объектов Всемирного наследия ЮНЕСКО вместе с ещё рядом памятников Арля под общим названием «Древнеримские и романские памятники в городе Арль».
8 апреля 1896 года в соборе прошло венчание Фернана Николя и  Жанны Луизы Кальманов.

## Архитектура

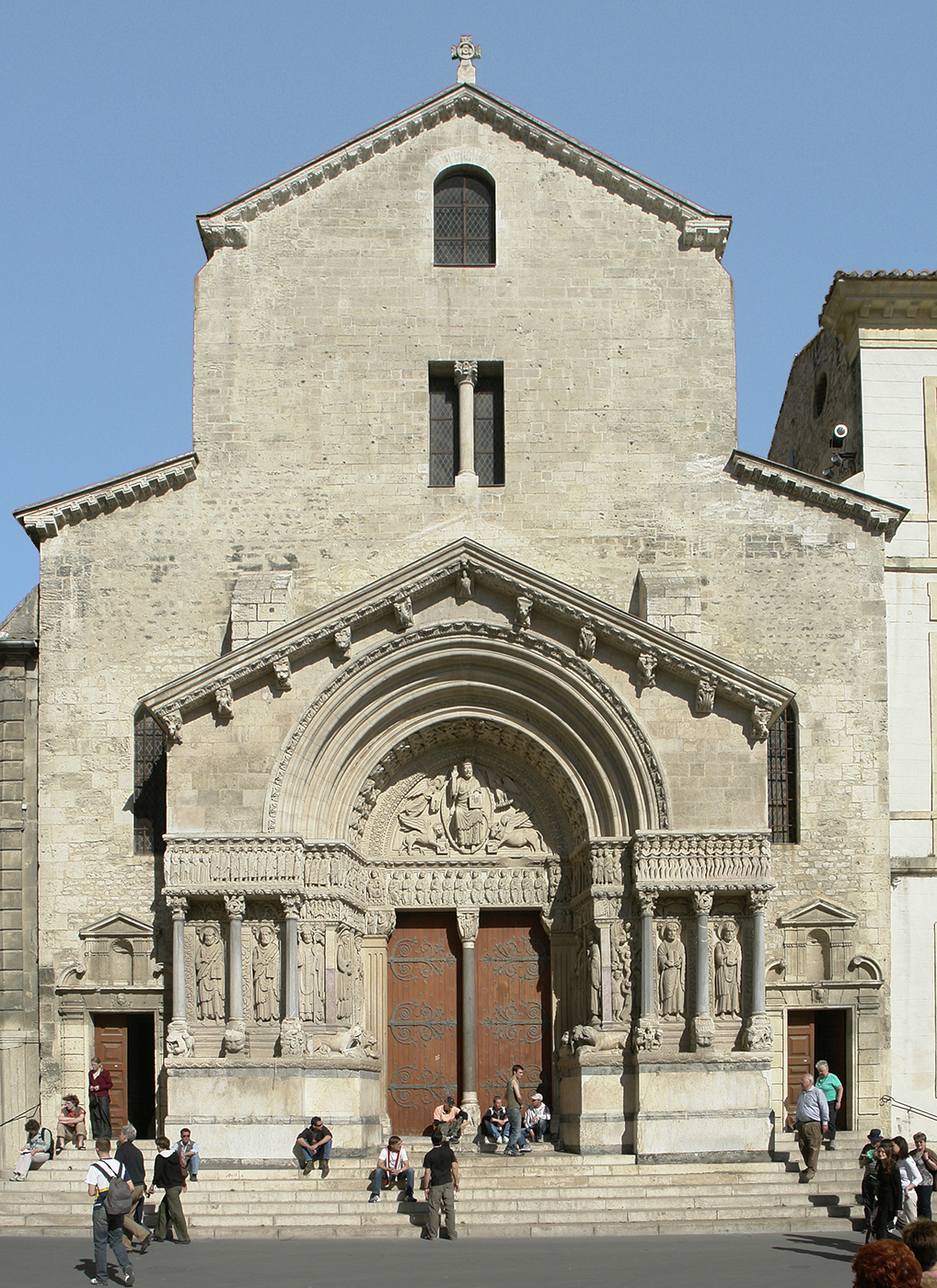
Портал главного входа

Главный неф собора — одно из самых впечатляющих романских сооружений Прованса. Неф имеет 40 м в длину, 15 м в ширину и 20 м в высоту поделён на пять травей. Поперечный трансепт, также как и главный неф, относится к XII веку. Над пересечением нефа и трансепта расположена массивная романская колокольня высотой 42 метра. Колокольня квадратная в плане, состоит из трёх равновеликих ярусов и верхнего, четвёртого, меньшего в размерах.
Апсида, деамбулаторий и хоры имеют ярко выраженный готический характер, появились в XV веке после перестройки романской апсиды.
Одной из главных достопримечательностей церкви является западный портал над главным входом, являющийся великолепным образцом романской скульптуры. Главная тема портала — Страшный суд. В центре расположена фигура Христа, в окружении четырёх символов евангелистов, ниже расположены фигуры апостолов. В левой части портала изображена процессия избранных, идущих в рай, в правой — грешники, спускающиеся в ад. Помимо апокалиптической тематики портал украшен резьбой на другие библейские темы и статуями святых.